# Montpellier Métropole Hockey Club
 (avril 2024).
Les normes d'accessibilité du Web doivent être respectées sur les articles liés au hockey sur glace.
Les articles possédant ce bandeau sont listés dans la catégorie:Article hockey sur glace non accessible.
Les points d'amélioration suivants sont les cas les plus fréquents :
- Tableaux de données : utiliser les modèles préformatés déjà disponibles ou consulter l'aide ;
- Listes à puces : les listes à puces sont créées grâces aux astérisques. Il ne doit pas y avoir de ligne vide entre deux astérisques ;
- Langue : tout changement de langue doit être signalé grâce au modèle {{langue}} ou au paramètrelangue=quand le modèle {{Lien web}} est utilisé dans les références ;
- Alternative textuelle : toute image doit être accompagnée d'une description sommaire (à ne pas confondre avec la légende).

Voir aussi Wikipédia:Atelier accessibilité/Bonnes pratiques.
Nota : ce bandeau ne concerne pas les problèmes d'accessibilité dus aux modèles utilisés.
Le Montpellier Métropole hockey club, surnommé les Vipers de Montpellier, est un club de hockey sur glace de Montpellier, évoluant en Division 2 (correspondant au troisième niveau national).

## Historique
Le Montpellier agglomération Hockey Club est un club récent. C'est au cours de l'été 2015 qu'il devient le Montpellier Métropole hockey club.
À l'issue de la saison 2013-2014, les Vipers terminent avant-derniers de la Division 1 et sont relégués en Division 2, cependant le club décide de ne pas engager d'équipe dans cette division et le club repart au plus bas échelon national, à savoir la Division 3. Le club remonte en Division 2 en 2016, puis en Division 1.

## Les logos

Logo utilisé à partir de 2009
Logo actif jusqu'en 2015
Logo à compter de la saison 2015-2016

## Palmarès
- 2002-2003 : Champion de France D3
- 2003-2004 : Champion de France D2
- 2004-2005 : 7e championnat de France D1
- 2005-2006 : 3e championnat de France D1
- 2006-2007 : 7e championnat de France D1
- 2007-2008 : 3e championnat de France D1, éliminé en demi-finale
- 2008-2009 : 4e championnat de France D1, éliminé en quart de finale
- 2009-2010 : 5e championnat de France D1, éliminé en quart de finale
- 2010-2011 : 6e championnat de France D1, éliminé en quart de finale
- 2011-2012 : 7e championnat de France D1, éliminé en quart de finale
- 2012-2013 : 4e championnat de France D1, éliminé en quart de finale
- 2013-2014 : 13e championnat de France D1
- 2014-2015 : 1er championnat de France D3, privé de play-off
- 2015-2016 : 1er championnat de France D3, promue en Division 2.
- 2016-2017 : 4ème championnat de France D2, éliminé en demi-finale
- 2017-2018 : 3e championnat de France D2, finaliste, promue en Division 1
- 2018-2019: 13e championnat de France D1, maintien play-down
- 2019-2020: 13e championnat de France D1, play-down annulés
- 2020-2021: 5e championnat de France D1, pas de play-off
- 2021-2022: 12e championnat de France D1, maintien play-down
- 2022-2023: 14e championnat de France D1, relégée en Division 2
- 2023-2024: 4e championnat de France D2, éliminé en quart de finale

## Joueurs

### Capitaines
- 2003-2005 : Yann Fornaguera
- 2005-2006 : Lionel Bilbao
- 2006-2007 : Thomas Dumenil
- 2007-2008 : Marek Michalovic
- 2008-2009 : Yann Fornaguera
- 2009-2010 : Jérôme Catil
- 2010-2011 : Alexis Billard
- 2011-2012 : Juhani Kaisjoki
- 2012-2014 : Raimonds Danilics
- 2014-2015 : Petr Janecka
- 2016-2019 : Ivan Bohin
- 2019-2021 : Vladimír Kubus
- 2021-2022 : Martin Ropert
- 2022-2023 : Eliot Ardouin
- depuis 2023 : Théo Caubet

### Effectif
| No    | Nom                  | Nat. | Position       | Arrivée                                 |
| ----- | -------------------- | ---- | -------------- | --------------------------------------- |
| +039, | Louis Wery           |      | Gardien de but | 2021 - Purple Eagles de Niagara         |
| +041, | Maxime Loubier       |      | Gardien de but | 2023 - Anglet hormadi Pays basque       |
| +022, | Maxim Khoroshun      |      | Gardien de but | 2023 - Épinal Hockey Club               |
| +027, | Théo Caubet – C      |      | Défenseur      | 2021 - Bouquetins du HCMP               |
| +007, | Cédric André         |      | Défenseur      | 2016 - Rapaces de Gap                   |
| +088, | Léopold Beckmann     |      | Défenseur      | 2023 - Étoile noire (hockey sur glace)  |
| +044, | Olivier Binet-Bérubé |      | Défenseur      | 2023 - Valenciennes Hainaut Hockey Club |
| +059, | Kilian Cambon        |      | Défenseur      | Formé au club                           |
| +010, | Enzo Dousseau        |      | Défenseur      | 2023 - Hockey Club de Reims             |
| +066, | Thibaud Kiener       |      | Défenseur      | Formé au club                           |
| +004, | Loan Mestadier       |      | Défenseur      | Formé au club                           |
| +009, | Mehdi Mouchrif       |      | Défenseur      | 2023 - Nîmes Hockey Club                |
| +021, | Mattéo Caudron       |      | Attaquant      | 2022 - Bordeaux hockey club             |
| +015, | Yannis Cherkaoui     |      | Attaquant      | 2021 - Gothiques d'Amiens U20           |
| +019, | Martin Coupard       |      | Attaquant      | Formé au club                           |
| +034, | Maxence Dedreux      |      | Attaquant      | 2022 - Ducs d'Angers U20                |
| +067, | Kyle Heffernan – A   |      | Ailier droit   | 2022 - SK Trhači Kadaň                  |
| +027, | Konstantin Lavrenov  |      | Centre         | 2023 - Yükseliş Sports Club             |
| +064, | Hugo Montagut        |      | Ailier         | 2018 - Rapaces de Gap U20               |
| +028, | Erwan Plantrou       |      | Centre         | 2019 - Rapaces de Gap U20               |
| +025, | Daniel Svoboda       |      | Attaquant      | 2021 - HC Vlci Jablonec                 |
| +020, | Simon Trani          |      | Attaquant      | Formé au club                           |
| +011, | Alexandre Vigor      |      | Attaquant      | 2019 - Aigles de La Roche-sur-Yon       |
| +038, | Martin Vojsovic      |      | Centre         | 2016 - Aigles de Nice                   |

Entraîneur : Jan Dlouhy